# IC 1353
IC 1353 је спирална галаксија у сазвјежђу Водолија која се налази на листи објеката дубоког неба у Индекс каталогу.
Деклинација објекта је - 13° 16' 21" а ректасцензија 21h 1m 56,3s. Привидна величина (магнитуда) објекта IC 1353 износи 15,7 а фотографска магнитуда 16,5.